# Pseudogagrella similis
Pseudogagrella similis is een hooiwagen uit de familie Sclerosomatidae.